# Allein unter Jungs/Episodenliste

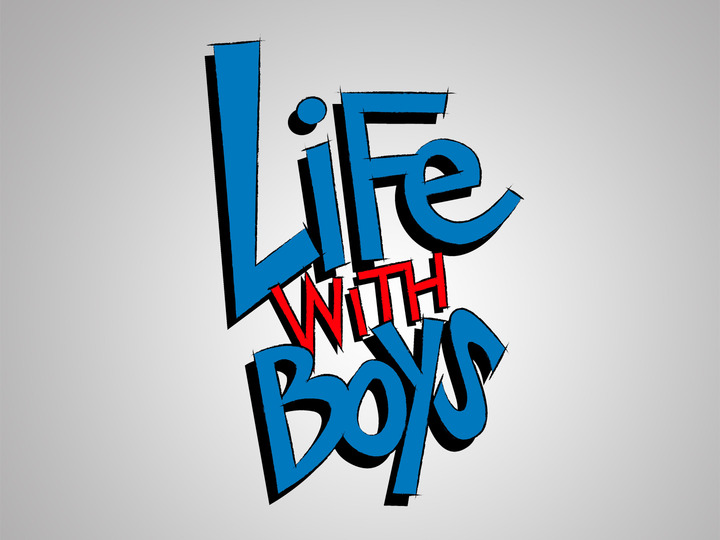
Originallogo

Diese Liste der Allein-unter-Jungs-Episoden enthält alle Episoden der kanadischen Jugend-Sitcom Allein unter Jungs (Originaltitel Life with Boys). Alle Episodentitel enden mit den Worten „with Boys“ (in Deutsch: „mit Jungs“).

## Staffelübersicht
| Staffel | Episoden | Erstausstrahlung CAN (YTV) | Erstausstrahlung CAN (YTV) | Deutsche Erstausstrahlung (Nickelodeon) | Deutsche Erstausstrahlung (Nickelodeon) |
| Staffel | Episoden | von                        | bis                        | von                                     | bis                                     |
| ------- | -------- | -------------------------- | -------------------------- | --------------------------------------- | --------------------------------------- |
| 1       | 22       | 9. Nov. 2011               | 9. Okt. 2012               | 20. Feb. 2012                           | 23. Mai 2012                            |
| 2       | 18       | 23. Okt. 2012              | 27. Aug. 2013              | 18. Nov. 2013                           | 11. Dez. 2013                           |

## Staffel 1 (2011–2012)
Die Erstausstrahlung der 22 Folgen umfassenden ersten Staffel war vom 9. September 2011 bis zum 9. Oktober 2012 auf dem kanadischen Sender YTV zu sehen. Die deutschsprachige Erstausstrahlung erfolgte auf dem Free-TV-Sender Nickelodeon in zwei Teilen, der ersten 14 Folgen vom 20. Februar bis zum 8. März 2012, die restlichen 8 Folgen vom 14. bis 23. Mai 2012, jeweils wochentags am Vorabend. Damit wurde die deutsche Fassung teilweise vor dem Original gesendet.
| Nr. (ges.) | Nr. (St.) | Deutscher Titel                | Originaltitel                                       | Erstausstrahlung CAN | Deutschsprachige Erstausstrahlung (D) | Regie         | Drehbuch                               | Prod. Code |
| --- | --------- | ------------------------------ | --------------------------------------------------- | -------------------- | ------------------------------------- | ------------- | -------------------------------------- | ---------- |
| 1 | 1         | Ringen mit Jungs               | Wrestling with Boys                                 | 9. Sep. 2011         | 20. Feb. 2012                         | Steve Wright  | Douglas Lieblein & R.J. Colleary       | 102        |
| Tess Foster möchte in das Ringerteam der Schule, doch ihr Vater, der dort Sportlehrer ist, lehnt das ab, weil sie ein Mädchen ist und dieser Sport seiner Meinung nach nur für Jungen ist. Tess ärgert sich über ihren Vater und möchte dem Team beitreten, auch gegen das Verbot ihres Vaters. Inzwischen hat Gabe gleichzeitig zwei Freundinnen, die das aber herausfinden und ihn verlassen.                                                                          |           |                                |                                                     |                      |                                       |               |                                        |            |
| 2 | 2         | Ein perfektes Leben mit Jungs  | A Perfect Life with Boys                            | 16. Sep. 2011        | 21. Feb. 2012                         | Stefan Scaini | Julie Sherman Wolfe                    | 106        |
| Tess ist von ihren Brüdern genervt, die das Badezimmer ziemlich unsauber hinterlassen. Um das Problem zu beheben, lädt Tess ihre Oma ein, die ihr zunächst hilft, dann aber auch Vieles an Tess Verhalten und Kleidung auszusetzen hat, und so erkennt Tess, dass sie ihren Brüdern nicht immer ihren eigenen Willen aufzwingen sollte. |           |                                |                                                     |                      |                                       |               |                                        |            |
| 3 | 3         | Tacheles reden mit Jungs       | Monkey Talk with Boys                               | 23. Sep. 2011        | 22. Feb. 2012                         | Steve Wright  | Michael Poryes                         | 108        |
| Tess und Ally werden zu einer großen Party eingeladen. Auf ihren Wunsch hin erhält auch ihr Bruder Sam eine Einladung, der dann aber vor allen Leuten bloßgestellt wird, was Tess später wiedergutmachen möchte. |           |                                |                                                     |                      |                                       |               |                                        |            |
| 4 | 4         | Im Schul-Sekretariat           | In the Principal's Office with Boys                 | 7. Okt. 2011         | 23. Feb. 2012                         | Steve Wright  | Douglas Lieblein                       | 105        |
| Tess und Allie leben sich auseinander, was ihre Freundschaft zu gefährden scheint. Also versuchen sie mehr Zeit miteinander zu verbringen, indem Tess im Cheerleaderteam anfängt und Allie mit Tess Familie in den Campingurlaub fährt, beides jedoch mit begrenztem Erfolg. |           |                                |                                                     |                      |                                       |               |                                        |            |
| 5 | 5         | Das Problem mit Dad            | This Time the Problem Is with Dad and Not with Boys | 14. Okt. 2011        | 24. Feb. 2012                         | Steve Wright  | Julie Sherman Wolfe                    | 114        |
| Tess lässt sich heimlich Ohrringe stechen, trotz dass sie ihrem Vater versprochen hatte, das nicht vor ihrem 15. Geburtstag zu tun. Ihr Vater gibt ihr schließlich die Erlaubnis als Belohnung für ihre Standhaftigkeit, nicht wissend, dass sie es bereits getan hat. Inzwischen sind die Jungs sauer über Jack, da der den Jugendschutzcode ihres Fernsehers vergessen hat.                                                                                            |           |                                |                                                     |                      |                                       |               |                                        |            |
| 6 | 6         | Die Witzfigur sein unter Jungs | Social Death with Boys                              | 4. Nov. 2011         | 27. Feb. 2012                         | Steve Wright  | Steven Peterman                        | 113        |
| Jack freut sich, dass seine Kinder Tess und Sam ins Mathe-Team der Schule aufgenommen wurden, und bringt Tess dazu, dem ‚Mathletes‘-Club beizutreten, die befürchtet, dadurch nicht mehr als cooles Mädchen zu gelten. Inzwischen wird Spencer von Vogelkot getroffen. |           |                                |                                                     |                      |                                       |               |                                        |            |
| 7 | 7         | Verkuppeln mit Jungs           | Set-Ups with Boys                                   | 11. Nov. 2011        | 28. Feb. 2012                         | Steve Wright  | Michael Poryes                         | 103        |
| Tess ist besorgt, dass ihr Vater wegen seiner Kinder keine Freundin für sich findet, also erstellt sie ohne sein Wissen ein Profil auf einer Onlinedatingseite und dreht mit Allies Hilfe heimlich ein Video von ihm und stellt es online. Die Resonanz ist groß, doch als sie Jack darauf ansprechen, wiegelt der ab. |           |                                |                                                     |                      |                                       |               |                                        |            |
| 8 | 8         | Dumm gelaufen mit Sam          | The Big Kiss Off with Boys                          | 18. Nov. 2011        | 29. Feb. 2012                         | Steve Wright  | Gracie Glassmeyer & Steven James Meyer | 101        |
| Allie und Tess schicken versehentlich ein peinliches Foto von Sam an alle Mitschüler, als Wiedergutmachung erklärt sich Allie bereit, mit Sam auszugehen. Anmerkung: Diese Folge wurde als erste der Serie gedreht. |           |                                |                                                     |                      |                                       |               |                                        |            |
| 9 | 9         | Weihnachten mit Jungs          | Chrisbus with Boys                                  | 9. Dez. 2011         | 1. März 2012                          | Stefan Scaini | Michael Poryes                         | 112        |
| Jack durchkreuzt die Pläne seiner Kinder, indem sie gemeinsam zu Weihnachten ihre Oma besuchen. |           |                                |                                                     |                      |                                       |               |                                        |            |
| 10 | 10        | Falsche Beweggründe mit Jungs  | Disarmed with Boys                                  | 28. Dez. 2011        | 6. März 2012                          | Stefan Scaini | Steven Peterman                        | 109        |
| Tess tritt in einem Ringen-Wettkampf an, doch ihr Gegner ist der letztjährige Gewinner Bobby Parelli. Schon vor dem großen Kampf messen sie sich miteinander, doch dabei verausgaben sich beide so sehr, dass sie im richtigen Kampf nicht mehr kämpfen können. Inzwischen borgt sich Gabe Jacks Sonnenbrille, um cool auszusehen. |           |                                |                                                     |                      |                                       |               |                                        |            |
| 11 | 11        | Badezimmerschlachten mit Jungs | Bathroom Battles with Boys                          | 9. März 2012         | 2. März 2012                          | Stefan Scaini | Douglas Lieblein                       | 118        |
| Jeden Morgen streiten die Foster-Kinder, wer als erstes ins Bad darf. Um das zu beenden nimmt Jack einen zweiten Job an, um ein zweites Bad anbauen zu können. Doch Tess findet heraus, dass sein Zweitjob ziemlich beschämend ist. |           |                                |                                                     |                      |                                       |               |                                        |            |
| 12 | 12        | Entwaffnet unter Jungs         | Misguided Motives with Boys                         | 23. März 2012        | 5. März 2012                          | Steve Wright  | Steven James Meyer                     | 107        |
| Seit längerer Zeit hat Tess kein einziges Date mit einem Jungen gehabt, was Kaylee auf ihre Mitgliedschaft im Ringerteam schiebt. Um sie zu widerlegen, möchte sich Tess mit einem Jungen verabreden, doch die finden sie eher einschüchternd als anziehend. |           |                                |                                                     |                      |                                       |               |                                        |            |
| 13 | 13        | Liebeskummer                   | Trouble with Boys                                   | 13. Apr. 2012        | 7. März 2012                          | Stefan Scaini | Douglas Lieblein                       | 111        |
| Tess ist überrascht, dass ihre beste Freundin Allie mit ihrem Feind Bobby ausgeht. Sie versucht Bobby zu zeigen, dass er nicht mit Allie zusammenpasst, erreicht dabei aber, dass er sich in Tess verliebt und sich von Allie trennt. Anmerkung: Diese Folge und die folgende, Double Trouble with Boys, waren ursprünglich als Zweiteiler geplant, wurden aber getrennt und in Kanada sogar in umgekehrter Reihenfolge ausgestrahlt.                                    |           |                                |                                                     |                      |                                       |               |                                        |            |
| 14 | 14        | Noch mehr Liebeskummer         | Double Trouble with Boys                            | 6. Apr. 2012         | 8. März 2012                          | Stefan Scaini | Julie Sherman Wolfe                    | 110        |
| Tess vereinbart mit Allie, dass sie nicht mit Bobby ausgeht. Also trifft Tess sich heimlich mit ihm, doch bei einem Date treffen sie Emily Osment, und ein gemeinsames Foto erscheint in der Zeitung. Tess versucht nun, die Zeitung von Allie fernzuhalten, was ihr nur eine gewisse Zeit gelingt. Gaststar: Emily Osment als sie selbst |           |                                |                                                     |                      |                                       |               |                                        |            |
| 15 | 15        | Ausscheidungsspiele mit Jungs  | When Something Better Comes Along with Boys         | 18. Mai 2012         | 14. Mai 2012                          | Steve Wright  | Douglas Lieblein                       | 116        |
| Tess geht nun mit Bobby aus und verbringt dadurch weniger Zeit mit ihrer besten Freundin Allie, der das überhaupt nicht gefällt. |           |                                |                                                     |                      |                                       |               |                                        |            |
| 16 | 16        | Auszeit von den Jungs          | Hitting the Breaks with Boys                        | 25. Mai 2012         | 15. Mai 2012                          | Steve Wright  | Douglas Lieblein                       | 117        |
| Tess trennt sich von Bobby und Allie möchte ihr einen neuen Freund besorgen, doch Tess ist noch nicht bereit dazu. Inzwischen macht Gabe seine Fahrerlaubnis. |           |                                |                                                     |                      |                                       |               |                                        |            |
| 17 | 17        | Ein Mode-Fauxpas mit Jungs     | Fashion Faux Pas with Boys                          | 1. Juni 2012         | 16. Mai 2012                          | Steve Wright  | Michael Poryes & Steven Peterman       | 115        |
| Als ein Modezar Jean-Luc nach Westfield kommt, versucht Tess, ihn mit ihrem Designentwurf einen Wettstreit zu gewinnen, um nach New York zu kommen. Tess’ Entwurf gewinnt, doch Jean-Luc ändert das Design deutlich, damit es zu seiner Linie passt, doch Tess kann sich mit den Änderungen nicht anfreunden. Gabe gibt Spencer eine alte Jacke, die ihm zu klein geworden ist. Spencer glaubt, dass die Jacke Glück bringt, wodurch Gabe sie wieder zurückhaben möchte. |           |                                |                                                     |                      |                                       |               |                                        |            |
| 18 | 18        | Geburtstage mit Jungs          | Birthdays with Boys                                 | 14. Sep. 2012        | 17. Mai 2012                          | Stefan Scaini | Steven Peterman                        | 104        |
| Tess möchte, dass sich die Party zu ihrem fünfzehnten Geburtstag nicht mehr wie ein Kindergeburtstag anfühlt, während es Jack das Herz bricht, zu sehen, wie schnell seine Babys erwachsen werden. |           |                                |                                                     |                      |                                       |               |                                        |            |
| 19 | 19        | Rauchen mit Jungs              | Smokin' with Boys                                   | 21. Sep. 2012        | 18. Mai 2012                          | Stefan Scaini | Michael Poryes                         | 120        |
| Tess sieht, wie Sam zusammen mit einigen Mitschülern zum ersten Mal raucht, und trifft sich heimlich mit Gabe, um das zu verhindern. |           |                                |                                                     |                      |                                       |               |                                        |            |
| 20 | 20        | Albträume unter Jungs          | Nightmares with Boys                                | 25. Sep. 2012        | 21. Mai 2012                          | Steve Wright  | Doug Lieblein & Gracie Glassmeyer      | 121        |
| Jack hat eine neue Freundin und Tess versucht, mit deren Tochter Kaylee auszukommen, was ihr jedoch nicht möglich scheint. Sie gibt vor, Albträume zu haben, um die Verliebten auseinanderzubringen. |           |                                |                                                     |                      |                                       |               |                                        |            |
| 21 | 21        | Das Zwillingsding              | Driven Crazy with Boys                              | 2. Okt. 2012         | 22. Mai 2012                          | Stefan Scaini | Steven Peterman & Glassmeyer           | 122        |
| Tess ist mit ihrem Zwillingsbruder Sam immer im Wettstreit, wer der Bessere von beiden ist. Tess erhält ein Stipendium einer anderen Schule und sagt ohne zu überlegen zu. |           |                                |                                                     |                      |                                       |               |                                        |            |
| 22 | 22        | Bla-bla-bla mit Jungs          | Blah, Blah, Blah with Boys                          | 9. Okt. 2012         | 23. Mai 2012                          | Stefan Scaini | Michael Poryes & Gracie Glassmeyer     | 119        |
| Tess und Allie fliegen zum Schulausflug nach Italien. Doch schon im Flugzeug geht ihnen ihre Zimmergenossin Kaylee auf die Nerven und sie versuchen, Kaylee loszuwerden. |           |                                |                                                     |                      |                                       |               |                                        |            |

## Staffel 2 (2012–2013)
Die zweite Staffel wird seit dem 4. September 2012 in Toronto gedreht. Die Ausstrahlung erfolgt seit dem 23. Oktober. In Deutschland findet die Ausstrahlung auf Nickelodeon seit dem 18. November 2013 statt.
| Nr. (ges.) | Nr. (St.) | Deutscher Titel               | Originaltitel                                | Erstausstrahlung CAN | Deutschsprachige Erstausstrahlung (D) | Regie            | Drehbuch                                                                               | Prod. Code |
| --- | --------- | ----------------------------- | -------------------------------------------- | -------------------- | ------------------------------------- | ---------------- | -------------------------------------------------------------------------------------- | ---------- |
| 23 | 1         | Tanzen mit Jungs              | Do You Wanna Dance With Boys?                | 23. Okt. 2012        | 18. Nov. 2012                         | Steve Wright     | Michael Poryes & Steven Peterman & Ari Posner                                          | 203        |
| Allie möchte Tess überreden, mit einem Jungen zur Halloween-Party der Schule zu kommen. Zunächst wenig interessiert will Tess schließlich doch mit Hunter (Dylan Everett) erscheinen, doch auf der Party traut er sich nicht, sie zum Tanz aufzufordern, und so wünscht sie sich, ein Junge zu sein. Der Wunsch wird von einer Zauberin erfüllt, doch sie muss schnell feststellen, dass es auch als Junge nicht so einfach ist und sie möchte zurück in ihren alten Körper. |           |                               |                                              |                      |                                       |                  |                                                                                        |            |
| 24 | 2         | Weihnachtswunder mit Jungs    | Naughty and Nice with Boys                   | 11. Dez. 2012        | 19. Nov. 2012                         | Brian K. Roberts | Ari Posner                                                                             | -          |
| Jedes Weihnachten möchte Jack ein Familienfoto machen, wie jedes Mal ist er vom Verhalten seiner Kinder dabei enttäuscht und gibt seinen Plan auf. Tess fühlt sich schuldig und möchte ihrem Vater ein gutes Weihnachtsgeschenk machen. Als die Spannungen in der Familie wachsen, läuft Spencer von Zuhause weg, doch Tess findet ihn im Einkaufszentrum und bringt ihn mit nach Hause, wo sie doch noch ein schönes Weihnachtsfest feiern.                                 |           |                               |                                              |                      |                                       |                  |                                                                                        |            |
| 25 | 3         | Frauentinstag mit Jungs       | Girl-Entine's Day With Boys                  | 14. Feb. 2013        | 20. Nov. 2012                         | Steve Wright     | Michael Poryes & Steven Peterman (Story) Steven James Meyer (Teleplay)                 | -          |
| Tess plant, den Valentinstag zusammen mit Allie und Chloe zu verbringen, da die drei kein Date haben. Als Tess doch noch mit einem Jungen ausgeht, möchte sie aber auch Allie und Chloe nicht verprellen, und versucht zwischen dem Frauentinstag mit den Mädchen und dem Date im Kino mit Blake hin- und herzugehen. Doch Allie merkt schließlich, was Tess wirklich macht. Gaststar: Brendan Meyer als Blake                                                               |           |                               |                                              |                      |                                       |                  |                                                                                        |            |
| 26 | 4         | Beförderung mit Jungs         | Promoting Change With Boys                   | 19. März 2013        | 21. Nov. 2012                         | Steve Wright     | Heather Wordham                                                                        | -          |
| Tess möchte ihren Vater Jack als ihren Trainer behalten, der überlegt an eine andere Schule zu gehen. Dazu versucht sie, ihre Schule zu einer Problemschule zu machen, damit sie wieder einen Vizedirektor braucht, was ihr Vater werden könnte. |           |                               |                                              |                      |                                       |                  |                                                                                        |            |
| 27 | 5         | Mattenallergie                | Getting Up Off The Mat With Boys             | 26. März 2013        | 22. Nov. 2012                         | -                | -                                                                                      | -          |
| Da der Schulbezirk sich weigert, die Kosten für neue Sportmatten des Ringerteams zu übernehmen, dreht Tess ein Video, doch dabei stellt sich heraus, dass sie allergisch gegen einen Inhaltsstoff der neuen Matten ist. |           |                               |                                              |                      |                                       |                  |                                                                                        |            |
| 28 | 6         | Albträume mit Jungs           | Up All Night With Boys                       | 2. Apr. 2013         | 25. Nov. 2012                         | Brian K. Roberts | Michael Poryes & Steven Peterman (Story), Douglas Lieblein (Teleplay)                  | -          |
| Jack fährt mit Gabe und Sam zu einem Konzert, während Tess auf Spencer aufpasst und gleichzeitig einen Mädchenabend mit Allie hat. Jack steckt im Stau und erreicht das Konzert nicht. Tess lässt Spencer einen Horrorfilm schauen. Er bekommt daraufhin Albträume und schläft nur neben Tess ein. |           |                               |                                              |                      |                                       |                  |                                                                                        |            |
| 29 | 7         | Superduperoberflächlich       | Being Superduperficial With Boys             | 9. Apr. 2013         | 26. Nov. 2012                         | Brian K. Roberts | Billy Grundfest                                                                        | -          |
| Tess versucht, für Gabe ein Date mit einem Mädchen zu arrangieren, mit dem er sonst nicht ausgehen würde. Tess vereinbart dazu mit Gabe, dass sie mit DJ ausgeht, um zu zeigen, dass sie nicht oberflächlich ist, doch sie fühlt sich nicht zu DJ hingezogen. |           |                               |                                              |                      |                                       |                  |                                                                                        |            |
| 30 | 8         | Arbeiten mit Allie            | Working Like a Dog With Boys                 | 16. Apr. 2013        | 27. Nov. 2012                         | Stefan Scaini    | Jay J. Demopoulos                                                                      | -          |
| Um Geld für einen eigenen Fernseher zu verdienen, nimmt Tess zusammen mit Allie einen Job in einem Waschsalon für Hunde an. Da sie Allie wenig zutraut, macht sie die ganze Arbeit allein, wodurch Allie sauer ist. Als sie dann doch für einen Hund verantwortlich ist, büchst dieser aus und Tess Brüder finden den Hund schließlich wieder in einem Müllcontainer. |           |                               |                                              |                      |                                       |                  |                                                                                        |            |
| 31 | 9         | Rattenjagd mit Jungs          | Chasing Rats With Boys                       | 23. Apr. 2013        | 28. Nov. 2012                         | Brian K. Roberts | Marie Brown Gallenburg                                                                 | -          |
| Tess geht mit einem Jungen aus, der mit seinen Freunden gewettet hat, wozu er sie bringen kann. Daraufhin teilt sie ihm mit, dass sie gekränkt, doch er spielt wieder mit ihren Gefühlen. Schließlich rächt sie sich bei ihm, indem sie ihn mit Kuhmist überschüttet. Inzwischen ist Sam mit einer Ratte im Badezimmer eingesperrt, obwohl er panische Angst vor solchen Tieren hat.                                                                                         |           |                               |                                              |                      |                                       |                  |                                                                                        |            |
| 32 | 10        | Ausgebremst mit Jungs         | Carmageddon With Boys                        | 30. Apr. 2013        | 29. Nov. 2013                         | Steve Wright     | Maria Brown Gallenburg                                                                 | -          |
| Tess und Sam machen die Fahrerlaubnis. Die drei Kinder (Tess, Sam und Gabe) müssen nun untereinander ausmachen, wer wann das Auto ihres Vaters benutzen darf. Als Tess einen Anruf von Allie kriegt, die ihre Hilfe braucht, nimmt sie kurzerhand das Auto, das zu der Zeit eigentlich Gabe zusteht. Tess findet das Auto auf dem Parkplatz, wo sie es abgestellt hat, nicht wieder und bricht versehentlich in ein baugleiches Modell ein.                                  |           |                               |                                              |                      |                                       |                  |                                                                                        |            |
| 33 | 11        | Geniestreich mit Jungs        | Young and Stupid With Boys                   | 9. Juli 2013         | 2. Dez. 2013                          | Stefan Scaini    | Story: Michael Poryes & Steve Peterman Teleplay: Jay J. Demopoulos & Gracie Glassmeyer | -          |
| Tess und Allie wollen Sams neuen Freund Adam treffen, der in der Stadt ist, um einen Wissenschaftspreis entgegenzunehmen. Doch Sam glaubt, sie wollen ihm seinen Freund wegnehmen. Adam erleidet scheinbar eine Amnesie durch Tess Schuld, doch es stellt sich heraus, dass er mit Sam nur Tess austricksen wollte. |           |                               |                                              |                      |                                       |                  |                                                                                        |            |
| 34 | 12        | Fieslinge bekämpfen mit Jungs | Battling Bullies With Boys                   | 16. Juli 2013        | 3. Dez. 2013                          | -                | -                                                                                      | -          |
| 35 | 13        | Duett mit Jungs Teil 1        | Let's Duet with Boys (part one)              | 23. Juli 2013        | 4. Dez. 2013                          | -                | -                                                                                      | -          |
| Tess und Gabe nehmen am gleichen Wettbewerb teil, wo sie 200 $ gewinnen wollen. Dort trifft Tess unerwartet auf Brooklyn Roebuck. Gaststar: Brooklyn Roebuck als sie selbst |           |                               |                                              |                      |                                       |                  |                                                                                        |            |
| 36 | 14        | Duett mit Jungs Teil 2        | Let's Duet with Boys (part two)              | 30. Juli 2013        | 5. Dez. 2013                          | -                | -                                                                                      | -          |
| Victoria Duffield besucht die Fosters und bietet Tess und Gabe an, im Vorprogramm ihres Konzertes aufzutreten. Tess und Allie werden krank und Allie muss operiert werden, weshalb Tess das Konzert absagt, während Gabe allein auftreten und gegen sein Lampenfieber ankämpfen muss. Gaststar: Victoria Duffield als sie selbst |           |                               |                                              |                      |                                       |                  |                                                                                        |            |
| 37 | 15        | Gesangspartner                | Partners in Rhyme With Boys                  | 6. Aug. 2013         | 6. Dez. 2013                          | -                | -                                                                                      | -          |
| Tess verkauft ein Lied von Gabe an eine berühmte Sängerin, ohne ihn vorab um Erlaubnis gefragt zu haben. |           |                               |                                              |                      |                                       |                  |                                                                                        |            |
| 38 | 16        | Tanzshow mit Jungs            | So You Think Your Family Can Dance With Boys | 13. Aug. 2013        | 9. Dez. 2013                          | Steve Wright     | Gracie Glassmeyer                                                                      | -          |
| Tess erreicht, dass ihre Familie an der Castingshow So You Think Your Family Can Dance teilnimmt, um an Geld für ein neues Badezimmer zu kommen. Dafür werden sie von ihrer Nachbarin Heather trainiert und sie stehen kurz davor, Sam aus dem Team zu werfen, nehmen ihn aber mit, weil er zur Familie gehört auch wenn sie dadurch nicht die nächste Rund erreichen. |           |                               |                                              |                      |                                       |                  |                                                                                        |            |
| 39 | 17        | Ferien-Spaß mit Dad           | Climbing the Walls With Boys                 | 20. Aug. 2013        | 10. Dez. 2013                         | Steve Wright     | Gracie Glassmeyer                                                                      | -          |
| Jack will die Frühlingsferien mit seinen Kindern verbringen, die aber lieber mit ihren Freunden rumhängen wollen. Dazu arrangieren sie zunächst, dass ihr Vater mit Coach Schneider ins Kino geht, was aber scheitert. Daraufhin laden sie Jacks Vater ein, mit dem Jack nicht gut klarkommt, da er seinem Sohn immer sagt, was er falsch macht. |           |                               |                                              |                      |                                       |                  |                                                                                        |            |
| 40 | 18        | Schlaflied mit Jungs          | Saying Goodnight With Boys                   | 27. Aug. 2013        | 11. Dez. 2013                         | Steve Wright     | Jay J. Demopoulos                                                                      | -          |
| Allie bereitet sich auf eine wichtige Prüfung vor und kann deswegen nicht schlafen, zumal sie einen USB-Stick mit einem Schlaflied aus ihrer Kindheit nicht mehr findet. Also begibt sich die ganze Familie auf die Suche nach dem Stick, der nacheinander durch die Hände aller gewandert ist. Am Ende stellt Tess fest, dass sie auch ohne das Lied doch einschlafen kann.                                                                                                 |           |                               |                                              |                      |                                       |                  |                                                                                        |            |